# Маклакова, Ольга Дмитриевна
О́льга Дми́триевна Маклако́ва (в замужестве Зве́рева; 21 декабря 1918, д. Пружинки, Воронежская губерния — 13 апреля 2008, Москва) — советский педиатр, кавалер орденов Красной Звезды и «Знак Почёта», Заслуженный врач РСФСР, во время Великой Отечественной войны — старший лейтенант медицинской службы.

## Биография
Ольга Дмитриевна Зверева родилась в 1918 году в д. Пружинки Воронежской губернии в семье Дмитрия Кирилловича (1900—1944) и Анастасии Филипповны (1898—1974) Маклаковых.
В 1941 году окончила 2-й Московский государственный медицинский институт. С началом войны хотела уйти добровольцем на фронт, однако была распределена на врачебную работу в город Чернь Тульской области. 7 октября 1941 года жители этого города были эвакуированы, и О. Д. Маклакова ушла добровольцем во 2-й полевой подвижной госпиталь Западного фронта. В 1942 году она в качестве врача-хирурга была переведена в 147-й медико-санитарный батальон 331-й стрелковой дивизии 2-го Белорусского фронта. В апреле 1944 года заболела пневмонией и вскоре была демобилизована.
Во время войны была награждена медалью «За боевые заслуги» (1942), Орденом Красной Звезды (1943) и медалью «За оборону Москвы» (1944).
После войны работала врачом-педиатром, в том числе в течение многих лет — главным врачом детского корпуса Центральной Кремлёвской больницы.
В 1961 году награждена Орденом «Знак Почёта». В 1965—1967 годах была членом Киевского районного комитета КПСС в Москве. В 1969 году О. Д. Зверевой присвоено звание Заслуженного врача РСФСР, в 1977 году награждена медалью «Ветеран труда».
Скончалась в Москве 13 апреля 2008 года, похоронена на Кунцевском кладбище.

## Семья
Муж — Владимир Юрьевич Зверев (1917—1993), племянник В. Д. Маркелова, внук Д. М. Маркелова, праправнук Л. Ф. Людоговского и П. Н. Замятнина.
Сыновья:
- Дмитрий (1944—2019[4]), детский хирург, уролог, специалист по гемодиализу[5];
- Николай (1949—2021), моряк-подводник, капитан первого ранга;
- Юрий (род. 1951).